# Linda Correll Roesner
Linda Correll Roesner (* 1940) ist eine US-amerikanische Musikwissenschaftlerin aus New-York. Roesner ist mit der Herausgabe kritischer Partituren von Schumann und Brahms-Werken hervorgetreten. Roesner erhielt im Jahr 1998 den Robert-Schumann-Preis der Stadt Zwickau.